# Medio interestelar

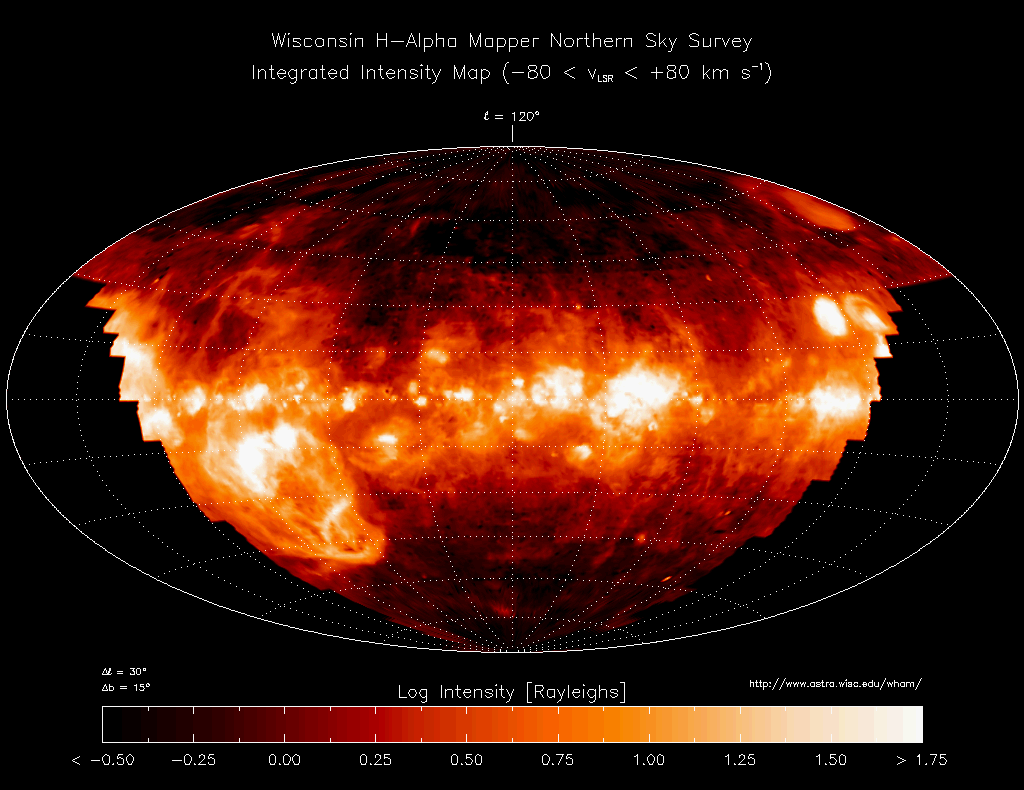
Distribución de hidrógeno ionizado en el medio interestelar visible desde el hemisferio norte de la Tierra.

En astronomía, el medio interestelar (ISM, por sus siglas en inglés) es el contenido de materia y energía que existe en el espacio interestelar. El medio interestelar desempeña un papel crucial en la astrofísica a causa de su situación entre las escalas estelar y galáctica. Las estrellas se forman dentro de regiones frías de medio interestelar, al tiempo que estas reponen materia interestelar y energía a través de los vientos estelares y las explosiones de supernova. Esta interacción entre estrellas y materia interestelar fija el porcentaje en que una galaxia reduce su contenido gaseoso y por tanto determina la vida de la formación estelar activa.
El medio interestelar está formado por un plasma extremadamente diluido para los estándares terrestres. La densidad de materia va desde un exiguo 1,5·10-26 g cm-3 en las zonas más calientes hasta un 2·10-18 g cm-3 en las más densas. Su densidad media es de 2,7·10-24 g cm-3, lo que equivale a un átomo de hidrógeno por centímetro cúbico aproximadamente. Dicho medio lo forman tres constituyentes básicos: materia ordinaria, rayos cósmicos y campos magnéticos.
El medio en sí es una mezcla heterogénea de polvo. La materia está compuesta a su vez de alrededor de un 99% en masa por partículas de gas y un 1% por polvo. La composición elemental del gas, de acuerdo a la nucleosíntesis primordial, es de un 90,8% en número (70,4% en masa) de hidrógeno, un 9,1% (28,1%) de helio y un 0,12% (1,5%) de elementos más pesados, comúnmente llamados metales en la jerga astrofísica. Una fracción significativa de estos metales condensan en forma de granos de polvo en las regiones más densas y frías del medio interestelar.
La presencia del oscurecimiento interestelar dio a William Herschel y a Jacobus Kapteyn la falsa impresión de que nuestro sistema solar se encontraba cerca del centro de la galaxia. Sin embargo dicho oscurecimiento lo producen las nubes de gas y polvo que se interponen en el recorrido de la luz de las estrellas y nuestro sistema planetario. Es lo que se denomina extinción estelar. Este decaimiento de la intensidad lumínica de las estrellas al ser atravesado por la luz es causado por la absorción de fotones a ciertas longitudes de onda.
Por ejemplo, la longitud de onda típica de absorción del hidrógeno atómico se encuentra a unos 121,5 nanómetros, la transición Lyman-alfa. Por tanto, es casi imposible ver la luz emitida en esta longitud de onda por una estrella, porque gran parte es absorbida durante el viaje a la Tierra. Asimismo, la absorción causada por las nubes de polvo se da, sobre todo, a longitudes de onda cortas, es decir que el azul se absorbe mejor que el rojo. Esto produce un efecto de enrojecimiento (reddening en inglés) de la luz, más intenso cuanto más lejana sea la posición de la fuente. Este es uno de los motivos por los cuales los telescopios de infrarrojos permiten ver mejor a través de dichas nubes.
Otro efecto interesante es la polarización lineal de la luz que es debida a que los granos de polvo no son esféricos sino ligeramente alargados por lo que los campos magnéticos tienden a alinearlos a lo largo de sus líneas de campo. La manifestación de dicho efecto puso en evidencia la existencia de campos magnéticos coherentes en el medio interestelar.
El medio interestelar suele dividirse en tres fases, dependiendo de la temperatura del gas: muy caliente (millones de kelvin), caliente (miles de kelvin), y frío (decenas de kelvin).
Características importantes del estudio del medio interestelar incluyen nubes moleculares, nubes interestelares, restos de supernovas, nebulosas planetarias, y estructuras difusas parecidas.
La sonda Voyager 1 llegó al ISM el 25 de agosto de 2012, convirtiéndose en el primer objeto artificial de la Tierra en hacerlo. El plasma y el polvo interestelar se estudiarán hasta la fecha estimada de finalización de la misión de 2025. Su gemela Voyager 2 ingresó al ISM el 5 de noviembre de 2018.

## Materia interestelar
La tabla 1 muestra las propiedades de los componentes del medio interestelar en la Vía Láctea.
| Componente                                | Fracción de volumen | Altura de escala (pc) | Temperatura (K) | Densidad (átomos/cm³) | Estado del hidrógeno                           | Técnicas principales de observación                                                                        |
| ----------------------------------------- | ------------------- | --------------------- | --------------- | --------------------- | ---------------------------------------------- | --- |
| Nubes moleculares                         | < 1%                | 70                    | 10—20           | 102—106               | molecular                                      | Emisiones moleculares en y líneas de absorción en la banda radio e infrarroja                              |
| Medio neutro frío (CNM)                   | 1—5%                | 100—300               | 50—100          | 20—50                 | atómico neutro                                 | Absorción de la línea H I 21 cm                                                                            |
| Medio neutro templado (WNM)               | 10—20%              | 300—400               | 6000—10000      | 0.2—0.5               | atómico neutro                                 | Emisión de la línea H I 21 cm                                                                              |
| Medio ionizado templado (WIM)             | 20—50%              | 1000                  | 8000            | 0.2—0.5               | ionizado                                       | Hα emisión y pulsar dispersión                                                                             |
| Regiones H II                             | < 1%                | 70                    | 8000            | 102—104               | ionizado                                       | Hα emisión y pulsar dispersión                                                                             |
| Gas coronal Medio ionizado caliente (HIM) | 30—70%              | 1000—3000             | 106—107         | 10-4—10-2             | ionizado (también metales altamente ionizados) | Emisión de Rayos X; líneas de absorción de metales altamente ionizados, principalmente en el ultravioleta. |

### El modelo trifásico
Field, Goldsmith y Habing (1969) propuso el modelo de equilibrio estático de dos fases para explicar las propiedades observadas del ISM. Su modelo del ISM incluía una fase densa fría (T < 300 K), formada por nubes de hidrógeno neutro y molecular, y una fase cálida entre nubes (T ~ 104 K), formada por gas neutro e ionizado enrarecido.McKee y Ostriker (1977) añadió una tercera fase dinámica que representaba el gas muy caliente (T ~ 106 K) que había sido calentado por choque por supernovae y constituía la mayor parte del volumen del ISM.
Estas fases son las temperaturas en las que el calentamiento y el enfriamiento pueden alcanzar un equilibrio estable. Su artículo sirvió de base para los estudios de las tres décadas siguientes. Sin embargo, todavía no se conocen bien las proporciones relativas de las fases y sus subdivisiones.
La física básica que subyace a estas fases puede entenderse a través del comportamiento del hidrógeno, ya que éste es, con diferencia, el mayor constituyente del ISM. Las diferentes fases están aproximadamente en equilibrio de presión en la mayor parte del disco galáctico, ya que las regiones con exceso de presión se expanden y enfrían, y las regiones con presión insuficiente se comprimen y calientan. Por lo tanto, dado que P = n k T, las regiones calientes (alta T) generalmente tienen baja densidad numérica de partículas n. El gas coronal tiene una densidad lo suficientemente baja como para que las colisiones entre partículas sean escasas y, por tanto, se produzca poca radiación, de ahí que haya poca pérdida de energía y la temperatura pueda mantenerse alta durante periodos de cientos de millones de años. Por el contrario, una vez que la temperatura desciende a O(105 K) con una densidad correspondientemente mayor, los protones y electrones pueden recombinarse para formar átomos de hidrógeno, emitiendo fotones que extraen energía del gas, lo que provoca un enfriamiento galopante. Si se dejara así, se produciría el medio neutro caliente. Sin embargo, las estrellas OB son tan calientes que algunos de sus fotones tienen una energía superior al límite de Lyman, E > 13,6 eV, suficiente para ionizar el hidrógeno. Tales fotones serán absorbidos por, e ionizarán, cualquier átomo neutro de hidrógeno que encuentren, estableciendo un equilibrio dinámico entre ionización y recombinación tal que el gas lo suficientemente cerca de las estrellas OB está casi totalmente ionizado, con una temperatura en torno a los 8000 K (a menos que ya se encuentre en fase coronal), hasta la distancia en la que se agotan todos los fotones ionizantes. Este frente de ionización marca el límite entre el medio cálido ionizado y el medio cálido neutro.
Las estrellas OB, y también las más frías, producen muchos más fotones con energías inferiores al límite de Lyman, que atraviesan la región ionizada casi sin ser absorbidos. Algunos de ellos tienen energía suficiente (> 11,3 eV) para ionizar átomos de carbono, creando una región de C II ("carbono ionizado") fuera del frente de ionización (hidrógeno). En regiones densas, el tamaño de esta región también puede estar limitado por la disponibilidad de fotones, pero a menudo estos fotones pueden penetrar en toda la fase neutra y sólo son absorbidos en las capas externas de las nubes moleculares. Los fotones con E > 4 eV más o menos pueden romper moléculas como el H2 y el CO, creando una región de fotodisociación (PDR) que es más o menos equivalente al medio neutro caliente. Estos procesos contribuyen al calentamiento del WNM. La distinción entre medio neutro Cálido y Frío se debe de nuevo a un rango de temperatura/densidad en el que se produce un enfriamiento galopante.
Las nubes moleculares más densas tienen una presión significativamente mayor que la media interestelar, ya que están unidas por su propia gravedad.  Cuando se forman estrellas en dichas nubes, especialmente estrellas OB, convierten el gas circundante en la fase caliente ionizada, lo que supone un aumento de temperatura de varios cientos. Inicialmente, el gas aún se encuentra a densidades de nube molecular y, por tanto, a una presión muy superior a la media del ISM: se trata de una región clásica de H II. La gran sobrepresión hace que el gas ionizado se expanda lejos del gas molecular restante (un Flujo Champagne), y el flujo continuará hasta que la nube molecular se evapore por completo o las estrellas OB alcancen el final de sus vidas, tras unos pocos millones de años. En ese momento, las estrellas OB explotan como supernovas, creando ondas expansivas en el gas caliente que aumentan la temperatura hasta la fase coronal (resto de supernova, SNR). Éstas también se expanden y enfrían durante varios millones de años hasta que vuelven a la presión media del ISM.

### El ISM en distintos tipos de galaxias
La mayor parte de las discusiones sobre el ISM se refieren a  galaxias espirales como la Vía Láctea, en las que casi toda la masa del ISM está confinada en un disco relativamente delgado, típicamente con una altura de escala de unos 100 parsecs (300  años luz), que puede compararse con un diámetro de disco típico de 30 000 parsecs. El gas y las estrellas del disco orbitan alrededor del centro galáctico a velocidades orbitales típicas de 200 km/s. Esto es mucho más rápido que los movimientos aleatorios de la galaxia. Esto es mucho más rápido que los movimientos aleatorios de los átomos del ISM, pero como el movimiento orbital del gas es coherente, el movimiento medio no afecta directamente a la estructura del ISM.  La altura de la escala vertical del ISM se establece aproximadamente de la misma forma que la atmósfera terrestre, como un equilibrio entre el campo gravitatorio local (dominado por las estrellas del disco) y la presión. Más lejos del plano del disco, el ISM se encuentra principalmente en las fases cálida y coronal de baja densidad, que se extienden al menos varios miles de parsecs lejos del plano del disco. Este halo galáctico o "corona" también contiene un importante campo magnético y densidad de energía de rayos cósmicos.
La rotación de los discos galácticos influye en las estructuras del ISM de varias maneras. Dado que la velocidad angular disminuye al aumentar la distancia desde el centro, cualquier característica del ISM, como las nubes moleculares gigantes o las líneas de campo magnético, que se extienden a lo largo de un rango de radio son cizalladas por la rotación diferencial, por lo que tienden a estirarse en la dirección tangencial; a esta tendencia se opone la turbulencia interestelar (véase más adelante) que tiende a aleatorizar las estructuras.  Los Brazos en espiral se deben a perturbaciones en las órbitas del disco -esencialmente ondulaciones en el disco, que hacen que las órbitas converjan y diverjan alternativamente, comprimiendo y luego expandiendo el ISM local. Los brazos espirales visibles son las regiones de máxima densidad, y la compresión a menudo desencadena la formación de estrellas en las nubes moleculares, dando lugar a una abundancia de regiones H II a lo largo de los brazos. La fuerza de Coriolis también influye en los grandes rasgos del ISM.
Las galaxias irregulares, como las Nubes de Magallanes, tienen un medio interestelar similar al de las espirales, pero menos organizado. En las galaxias elípticas el ISM está casi enteramente en la fase coronal, ya que no hay movimiento coherente del disco para sostener el gas frío lejos del centro: en su lugar, la altura de escala del ISM debe ser comparable al radio de la galaxia. Esto es coherente con la observación de que hay pocos signos de formación estelar actual en las elípticas. Algunas galaxias elípticas muestran evidencias de un pequeño componente de disco, con un ISM similar al de las espirales, enterrado cerca de sus centros. El ISM de las galaxias lenticulares, al igual que sus otras propiedades, parece intermedio entre las espirales y las elípticas.

### Estructuras

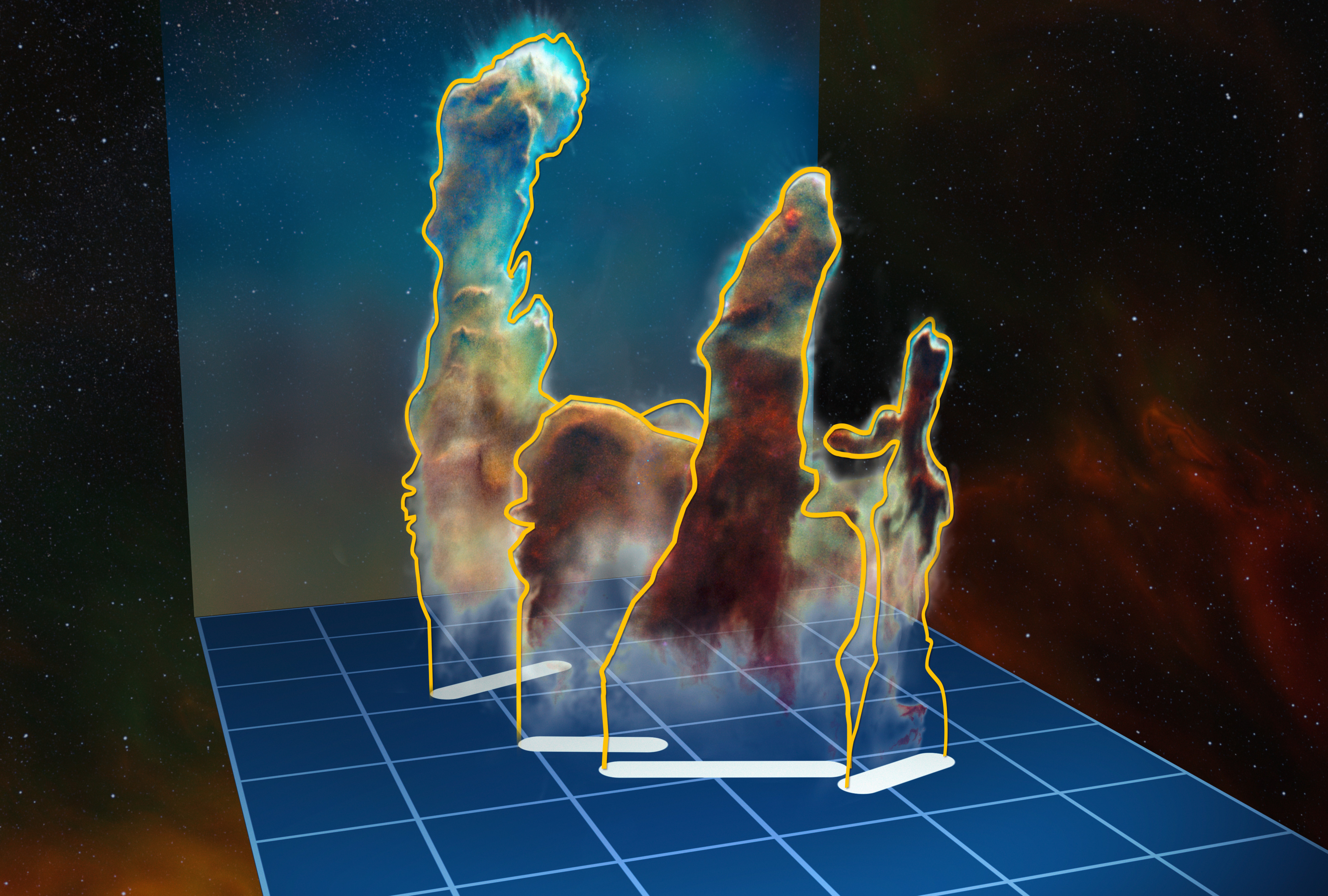
Estructura tridimensional en Pilares de la Creación.

Mapa que muestra el Sol situado cerca del borde de la Nube Interestelar Local y Alfa Centauri a unos 4 años luzs de distancia en el complejo vecino G-Cloud

Los astrónomos describen el ISM como turbulento, lo que significa que el gas tiene movimientos casi aleatorios coherentes en un amplio rango de escalas espaciales. A diferencia de la turbulencia normal, en la que los movimientos del fluido son muy  subsónicos, los movimientos del grueso del ISM suelen ser mayores que la velocidad del sonido. Las colisiones supersónicas entre nubes de gas provocan ondas de choque que comprimen y calientan el gas, aumentando la velocidad del sonido de modo que el flujo es localmente subsónico; así, la turbulencia supersónica se ha descrito como "una caja de ondas de choque", y está inevitablemente asociada a una compleja estructura de densidad y temperatura. En el ISM esto se complica aún más por el campo magnético, que proporciona modos de onda como las ondas de Alfvéns, que a menudo son más rápidas que las ondas sonoras puras: si las velocidades turbulentas son supersónicas pero inferiores a la velocidad de las ondas de Alfvén, el comportamiento es más parecido a la turbulencia subsónica.
Las estrellas nacen en las profundidades de grandes complejos de nubes moleculares, normalmente de unos pocos parsecs de tamaño. Durante su vida y su muerte, las estrellas interactúan físicamente con el ISM.
Los  vientos estelares de jóvenes cúmulos de estrellas (a menudo con regiones HIIs gigantes o supergigantes a su alrededor) y las ondas de choques creadas por supernovas inyectan enormes cantidades de energía en su entorno, lo que provoca turbulencias hipersónicas. Las estructuras resultantes, de diversos tamaños, pueden verse en forma de burbuja de viento estelar y superburbujas de gas caliente, vistas por los telescopios satelitales de rayos X, o de flujos turbulentos, vistos en los mapas de los radiotelescopios.
Las estrellas y los planetas, una vez formados, no se ven afectados por las fuerzas de presión del ISM, por lo que no participan en los movimientos turbulentos, aunque las estrellas formadas en nubes moleculares en un disco galáctico comparten su movimiento orbital general alrededor del centro de la galaxia. Así pues, las estrellas suelen estar en movimiento respecto al ISM que las rodea. El Sol está viajando actualmente a través de la Nube Interestelar Local, un cúmulo irregular de fase neutra caliente de unos pocos parsecs de diámetro, dentro de la Burbuja Local de baja densidad, una región de gas coronal de 100 parsecs de radio.
En octubre de 2020, los astrónomos informaron de un aumento significativo e inesperado de la densidad en el espacio más allá del sistema solar, detectado por las sondas espaciales Voyager 1 y Voyager 2. . Según los investigadores, esto implica que "el gradiente de densidad es una característica a gran escala del VLISM (medio interestelar muy local) en la dirección general de la nariz heliosférica".
Muy cerca del centro de la mayoría de las galaxias (a unos cientos de años luz como máximo), el ISM está profundamente modificado por el agujero negro supermasivo central: véase Centro galáctico para la Vía Láctea, y Núcleo galáctico activo para ejemplos extremos en otras galaxias. El resto de este artículo se centrará en el ISM en el plano del disco de las espirales, lejos del centro galáctico.

## Historia
Al principio, los astrónomos creían que el espacio era un desierto de vacío. En 1913, el explorador noruego y físico Kristian Birkeland pudo ser el primero en predecir que el espacio no es solo un plasma, sino que también contiene "materia oscura". Escribió: "Parece una consecuencia natural de nuestros puntos de vista suponer que todo el espacio está lleno de electrones e iones eléctricos de todo tipo. Suponemos que cada sistema estelar en evolución lanza corpúsculos eléctricos al espacio. Parece por tanto razonable pensar que la mayor parte de la masa del universo se encuentra, no en sistemas solares o nebulosas, sino en el espacio "vacío". Johannes Franz Hartmann descubrió los primeros indicios de su presencia.